# Gonomyia sexlobata
Gonomyia sexlobata là một loài ruồi trong họ Limoniidae. Chúng phân bố ở miền Cổ bắc.